# Eugenio Gay
Eugenio Gay Montalvo (Barcelona, 13 de marzo de 1946) es un abogado que fue vicepresidente del Tribunal Constitucional de España, siendo miembro del mismo entre 2001 y 2012. Ha participado y ha ocupado cargos de responsabilidad en una gran variedad de organismos, algunos promovidos por sí mismo, tanto en Cataluña y a nivel nacional o internacional.

## Profesional de la gira
Se licenció por la Universidad de Barcelona en 1970. Al año siguiente, creó el bufete Gay-Vendrell, con su hermano Leopold y el abogado Eudald Vendrell. El año 1973 se graduó en derecho comparado por la Facultad de Derecho comparado de Estrasburgo. Especializado en derecho civil y comercial, es miembro del Colegio de Abogados de Barcelona y, entre otros, miembro numerario de la Academia de Jurisprudencia y Legislación de Cataluña, miembro de la Société Internationale de l'histoire de la Profession d'Advocat y de la "Société de Législation Compareé".
También ha sido miembro del Consejo Asesor para el Desarrollo Sostenible de cataluña (CADS) de la Generalidad de Cataluña (1998-2001), del Consell de la Informació de Catalunya (CIC) del Colegio de Periodistas de Cataluña (1997-2001), del Patronato de la Fundación de la Junta de Construcción del Templo Expiatorio de la Sagrada Familia (1999-2001) y patrón de la Universidad Ramon Llull (1997-2001).
En abril de 1987, formó parte de la comisión responsable de la traducción al catalán de los textos fundamentales del Consejo de Europa, la Carta Social Europea y el Convenio europeo para la protección de los Derechos Humanos, traducciones que fueron las primeras oficiales en catalán de estos textos.
En varias ocasiones, hasta el año 2001, fue árbitro de la Comisión Internacional de Comercio de París.

## Cargos ejercidos
- Secretario general y presidente de la Secretaría de Juristas Católicos Pax Romana (1987-1988).
- Presidente de la Asociación Catalana de Arbitraje (1989-97), quien tiene a cargo del Tribunal Arbitral de Barcelona (TAB).
- Primer presidente, y miembro fundador de la Federación de Colegios de Abogados de Europa (FBE) (1992-1993).
- Decano del Ilustre Colegio de Abogados de Barcelona (ICAB) (1989-1997).
- Presidente del Consejo General de la Abogacía Española, miembro del Consejo de Estado y presidente de la Unión Profesional de Abogados (1993-2001).
- Vicepresidente de la Asociación Internacional del Derecho del Deporte (IASL) (1994-2001).
- Vicepresidente del Tribunal Constitucional de España (2011-2012).
- Miembro del consejo de administración de CriteriaCaixa (2017-2021)[4]
- Patrono de la fundación bancaria "La Caixa" (2014-)[4]

## Acciones relacionadas con los derechos humanos
- Fundador del Instituto de Derechos Humanos de Cataluña (1983) y primer director hasta el año 2001.
- Ha participado en misiones internacionales de los derechos humanos en Chile, con motivo de la declaración de estado de sitio (1986), y en Colombia, como resultado de las acciones de la policía y el ejército contra el narcotráfico (1988).
- Presidente de la Comisión de Derechos Humanos de la Federación de Colegios de Abogados de Europa (1993-2001).
- Promotor de la conferencia sobre "Derechos Humanos, Democracia y Terrorismo" a raíz del asesinato por ETA de Fernando Múgica Herzog y Francisco Tomás y Valiente (1996).
- El presidente de la Comisión de Derechos Humanos de l'Union Internationale des Advocats (UIA) (1997-2001).
- Promotor de la "Declaración de los profesionales de la justicia contra el racismo" (1997), proyecto seleccionado por la Comisión Europea como uno de los 10 mejores desarrollados en el Año europeo contra el racismo.

## Tribunal Constitucional de España
Fue nombrado juez del Tribunal Constitucional de España en 2001. Allí se destacó por su defensa del Estatuto de Autonomía de Cataluña de 2006. En la sentencia 31/2010 del Tribunal Constitucional de 28 de junio de 2010 sobre el Estatuto, en su voto particular discrepa, en relación con el preámbulo, que las referencias a "Cataluña como nación" y a "la realidad nacional de Cataluña", no tienen eficacia jurídica de la interpretación y se refiere a la indisoluble unidad de España.
Dentro de otras anomalías de la renovación del Tribunal, tras expirar su mandato en noviembre de 2010 siguió siendo miembro en funciones, y en enero de 2011, coincidiendo con el acceso de Pasqual Sala a la presidencia del Tribunal Constitucional, fue elegido vicepresidente. Sin embargo, en junio de 2011, presentó su dimisión junto con dos magistrados más, renuncia que no fue aceptada por el presidente hasta junio de 2012, siendo relevado de su cargo.

## Premios y reconocimiento
Entre otros:
- Cruz de Honor (1990) y la Gran Cruz (2005) de la Orden Civil de San Raimundo de Peñafort (santo patrono de los juristas) del Ministerio de Justicia de España.
- Gran Cruz al Mérito en el Servicio de la Abogacía (1996).
- Caballero de la Orden Nacional de la Legión de Honor de l presidencia francesa (1995).
- Caballero de la Orden al Mérito de la República Italiana (1995).
- Consejero de honor de los consejos de la abogacía de Galicia y Valencia.
- Varios colegios de abogados lo han nombrado decano de honor (Santa Cruz de Tenerife) o miembro de honor (Lucena, Sabadell).

| Predecesor: Guillermo Jiménez Sánchez | Vicepresidente del Tribunal Constitucional 2011- 2012 | Sucesor: Ramón Rodríguez Arribas |